# Вурумсют
Вурумсю́т (рос. Вурумсют, чув. Вăрăмçут) — присілок у складі Цівільського району Чувашії, Росія. Входить до складу Булдеєвського сільського поселення.
Населення — 156 осіб (2010; 186 у 2002).
Національний склад:
- чуваші — 98 %